# Lanazaur
Lanazaur (Lanasaurus scalpridens) – roślinożerny dinozaur z rodziny heterodontozaurów (Heterodontosauridae).
Znaczenie nazwy – wełnisty jaszczur
Żył w okresie wczesnej jury (ok. 205-195 mln lat temu) na terenach południowej Afryki. Długość ciała ok. 1,2 m, wysokość ok. 40 cm, masa ok. 10 kg. Jego szczątki znaleziono w Republice Południowej Afryki (w prowincji Wolne Państwo).
Słabo poznany dinozur. Istnieją przypuszczenia, że może być tożsamy z likorinem.